# جون كلايد
جون كلايد (بالإنجليزية: June Clyde)‏ هي مغنية وراقصة وممثلة أمريكية، ولدت في 2 ديسمبر 1909 في الولايات المتحدة، وتوفيت بنفس المكان في 1 أكتوبر 1987 بسبب مرض.

## وصلات خارجية
- جون كلايد على موقع IMDb (الإنجليزية)
- جون كلايد على موقع ميوزك برينز (الإنجليزية)
- جون كلايد على موقع أول موفي (الإنجليزية)
- جون كلايد على موقع قاعدة بيانات برودواي على الإنترنت (الإنجليزية)
- جون كلايد على موقع قاعدة بيانات الأفلام السويدية (السويدية)
- جون كلايد على موقع قاعدة بيانات الفيلم (الإنجليزية)